# Noialtri
Noialtri è un romanzo familiare autobiografico di Sergej Donatovič Dovlatov, caratterizzato da dialoghi serrati e da una visione anticomunista, profondamente segnata dai crimini di Stalin. In questo romanzo troviamo brevi ritratti di più famigliari, diverse generazioni di origine ebraica, in un'ottica temporale che parte dagli zar fino all'esilio dall'Unione Sovietica e il conseguente arrivo a New York.